# 소녀경 (영화)
《소녀경》(素女經)은 대한민국에서 제작된 박호태 감독의 1992년 로맨스 영화이다. 이미지 등이 주연으로 출연하였고 이우석 등이 제작에 참여하였다.

## 캐스팅
- 전혜성
- 김국현
- 남궁원
- 이미지
- 황건
- 김남일
- 최인숙
- 김규화
- 남수정
- 한명환
- 안진수
- 장철
- 박종호
- 윤일주
- 박용팔
- 사원배
- 신동욱
- 한다영
- 신경환
- 김도은
- 김승환
- 유영철
- 진소련
- 김준호
- 박성호
- 황용석
- 이원재
- 허종수
- 정미경
- 한은정
- 김소정
- 김우란
- 김순호
- 양혜옥
- 황인식
- 이갑수

## 기타
- 조명: 장기종
- 녹음: 강대성
- 소품: 차순하